# فرناندو ئیه‌رو
فرناندو روئیز ئیه‌رو (به اسپانیایی: Fernando Ruíz Hierro) (تلفظ اسپانیایی: [ferˈnando ˈʝero]; زادهٔ ۲۳ مارس ۱۹۶۸)، بازیکن فوتبال سابق اسپانیایی ست که سال‌ها کاپیتان تیم رئال مادرید و تیم ملی فوتبال اسپانیا بود. وی در ۱۳ ژوئن ۲۰۱۸ (یک روز پیش از آغاز جام جهانی فوتبال ۲۰۱۸) بعد از اخراج یولن لوپتگی، سرمربی موقت تیم ملی فوتبال اسپانیا شد.
وی در بیش از ۵۰۰ بازی باشگاهی و در نزدیک به ۱۰۰ بازی ملی، حضور پیدا کرده‌است.
او با به ثمر رساندن ۱۱۰ گل در رقابت‌های باشگاهی سومین مدافع میانی گلزن تاریخ فوتبال است. او همچنین با به ثمر رساندن ۱۰۲ گل در رئال مادرید، گلزن‌ترین مدافع تاریخ این باشگاه است. البته در بعضی از فصول در پست هافبک دفاعی به میدان می‌رفت.
ئیه‌رو در چهار جام جهانی فوتبال حضور داشت و در جام جهانی ۲۰۰۲ در ترکیب برتر جام جهانی قرار گرفت.

## افتخارات

### رئال مادرید
- جام باشگاه‌های اروپا: ۱۹۹۷–۹۸، ۱۹۹۹–۲۰۰۰، ۲۰۰۱–۰۲
- جام باشگاه‌های جهان: ۱۹۹۸، ۲۰۰۲
- سوپرجام اروپا: ۲۰۰۲
- لالیگا: ۱۹۸۹–۹۰، ۱۹۹۴–۹۵، ۱۹۹۶–۹۷، ۲۰۰۰–۰۱، ۲۰۰۲–۰۳
- جام حذفی (کوپا دل ری): ۱۹۹۲–۹۳
- سوپرجام اسپانیا: ۱۹۹۰، ۱۹۹۳، ۱۹۹۷، ۲۰۰۱

### الریان
- جام امیر قطر: ۲۰۰۳–۰۴

### افتخارات فردی
- بهترین مدافع جام باشگاه‌های اروپا: ۱۹۹۷–۹۸
- تیم ستارگان جام جهانی: ۲۰۰۲